# Acidiella sol
Acidiella sol
 es una especie de insecto del género Acidiella de la familia Tephritidae del orden Diptera. 
Valery Korneyev la describió científicamente por primera vez en el año 2004.